# Spirala lui Arhimede

Primele trei spire ale unui braţ al spiralei lui Arhimede

Spirala lui Arhimede este o curbă plană denumită după matematicianul grec Arhimede (care a trăit în secolul al III-lea î.H.) definită ca locul geometric al punctelor care corespund pozițiilor în timp ale unui punct care se îndepărtează de un punct fix (originea) cu viteză constantă de-a lungul unei drepte care se rotește în jurul originii cu viteză unghiulară constantă. Raza vectoare crește proporțional cu unghiul de rotație.
În coordonate polare, această curbă poate fi descrisă de ecuația
{\displaystyle r=a+b\theta }
unde a și b sunt numere reale. 
Arhimede a descris o astfel de spirală în cartea sa Despre spirale.
Spirala lui Arhimede are două brațe, unul pentru {\displaystyle \theta >0} și altul pentru {\displaystyle \theta <0}, conectate în origine.